# Břehouš aljašský
Břehouš aljašský (Limosa haemastica) je statný druh bahňáka z rodu břehouš (Limosa) a z čeledi slukovití (Scolopacidae). Běžně se vyskytuje v Severní Americe, kde dochází k rozmnožování, na zimu migruje do Jižní Ameriky (hlavně Argentina a Chile).

## Taxonomie
První popis druhu pochází z roku 1758 z pera švédského přírodovědce Carla Linného, který druh zařadil do svého přelomového 10. vydání knihy Systema Naturae.
Binomické jméno druhu zní Limosa haemastica. Rodové jméno Limosa pochází z latiny a znamená „bahnitý“ (z latinského limus, „bahno“) a odkazuje k upřednostňovanému biotopu břehoušů. Druhové jméno haemastica pochází ze starověké řečtiny a znamená „krvavý“.

## Popis
Jedná se o tmavého ptáka s tělem aerodynamického tvaru, které se výborně hodí pro překonávání velkých vzdáleností. Měří kolem 37–42 cm, rozpětí křídel je 66 cm, samec váží kolem 220 g a samice kolem 290 g. Zobák je dlouhý, u kořene růžový a ke konci černý a je nepatrně zahnutý nahoru. Stejně jako ostatní bahňáci, i břehouš aljašský má tenké dlouhé nohy, které mu dobře slouží při procházení bahnem.
U břehoušů aljašských se vyskytuje výrazný barevný rozdíl mezi prostým a svatebním šatem. Prostý šat je jen nevýrazný se svrchními partiemi zbarvenými hnědo šedými barvami, zespodu je převážně bledě bílý. Tento prostý šat je velmi podobný břehoušovi rudému i břehoušovi černoocasému.
Ve stavebním šatu je břehoušovo opeření zbarveno shora do tmavě hnědé s bílým kropením, spodní části těla jsou převážně kaštanové. Tvář je bílá, přes oko se táhne tmavý výrazný oční proužek. Samici lze rozeznat podle bledšího opeření s častými bílými fleky a o něco delším zobákem.

## Rozšíření a habitat

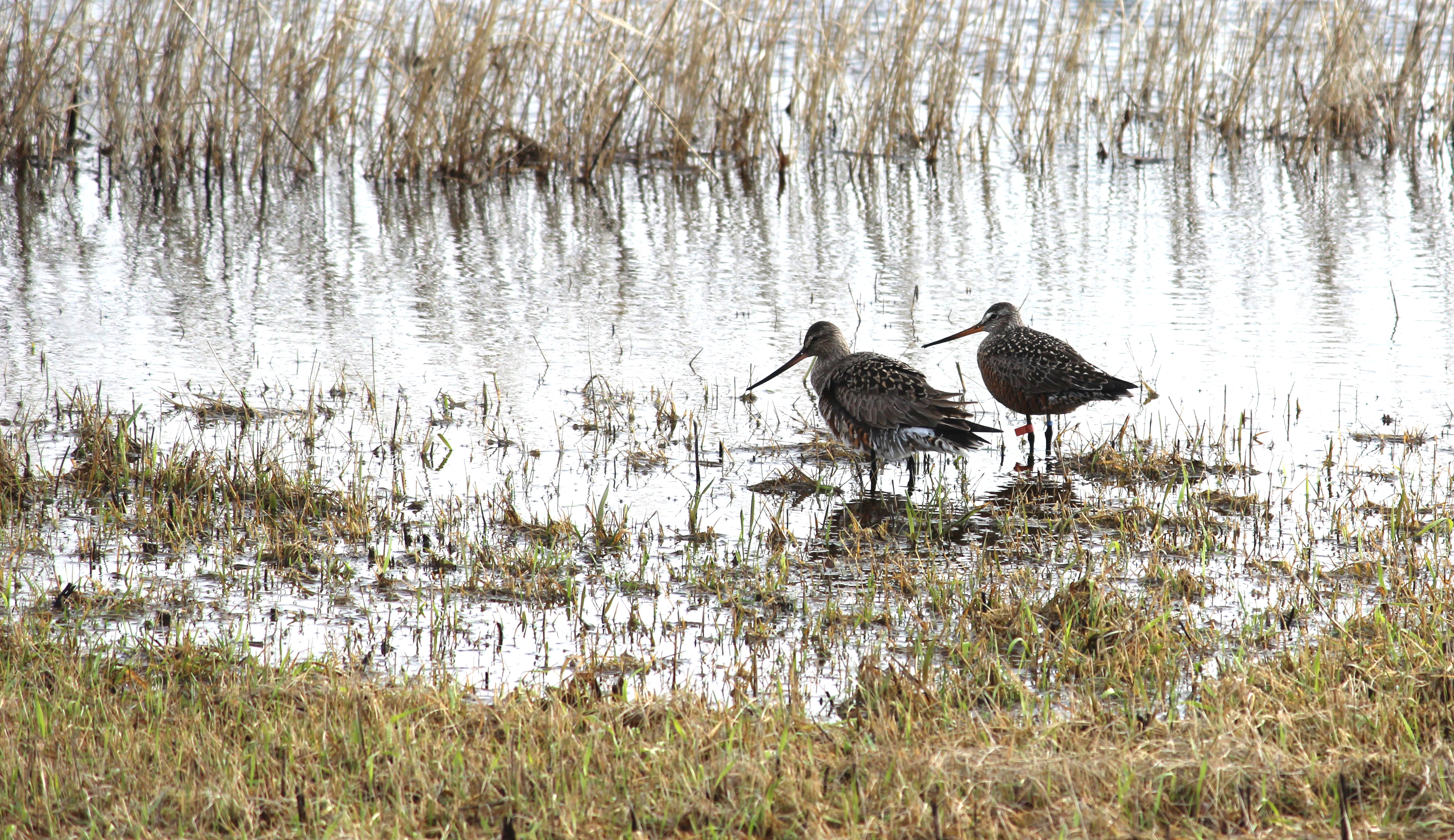
Bahňák aljašský v typickém biotopu

Břehouši aljašští se vyskytují v bažinatých a říčních oblastech Aljašky a Kanady, kde se páří. Po období páření podnikají dlouhé migrační lety do Jižní Ameriky, především Chile a Argentiny, kde přečkají zimu. Vedle zmíněných zemí jsou ptáci běžní i v následujících zemích: Antigua a Barbuda, Barbados, Bolívie, Brazílie, Kostarika, Ekvádor, Falklandy, Martinik, Mexiko, Peru, Saint Pierre a Miquelon, Uruguay a Venezuela. Zatoulaní jedinci se občas objevují i ve vzdálených oblastech jako je Austrálie, Nový Zéland, Spojené království či Jihoafrická republika.
Celková populace se odhaduje na 70 tisíc ptáků.

## Biologie a chování
Živí se především bezobratlými živočichy, které hledá svým dlouhým zobákem v bažinách, rašeliništích i tekutých píscích oceánských břehů. Často se shlukuje s ostatními bahňáky, se kterými tvoří neforemná, avšak početná hejna.
K hnízdění dochází od května do července. Hnízdo představuje menší důlek vystlaný mechem či další vegetací. Snůšku tvoří 4 vejce. Může se dožít 29 let. Po skončení období rozmnožování dochází k migraci, při které může břehouš urazit až 16 000 km. Během tahu má po cestě několik zastávek.

## Ohrožení a ochrana
I když je populace na ústupu, populační trend není natolik výrazný, aby ho Mezinárodní svaz ochrany přírody považoval za zranitelný druh (zranitelný taxon je ten, jehož populace poklesne o více než 30 % za 10 let nebo během tří generací). I přes klesající trend je tedy druh hodnocen jako málo dotčený.